# 조나단 스타크
조너선 스타크(Jonathan Stark, 1952년 2월 16일 ~ )는 미국의 배우, 각본가, 텔레비전 제작자이다.
이리에서 태어났다.

## 출연 작품
- 엑스 체인지 (2000년)
- 사탄 스쿨 (2000년)
- 아웃 오브 컨트롤 (1998년)
- 맨발의 경영자 (1995년)
- 하우스 2 (1987년)
- X 전략 (1987년)
- 후라이트 나이트 (1985년)

### 텔레비전
- 더 드류 캐리 쇼 (1995년)
- 어코딩 투 짐 (2001년)
- 치어스 (1982년)